# Bulwary Juliusza Słowackiego w Zakopanem
Bulwary Juliusza Słowackiego – reprezentacyjny deptak w Zakopanem. Biegnie przez dzielnice: Centrum, Bogówka i Kuźnice.
Na odcinku od ul. Jagiellońskiej do ul. Droga na Bystre bulwary posiadają utwardzoną nawierzchnię. Dalej jest ona żwirowa.

## Historia
Droga powstała pod koniec XIX wieku. Początkowo była bezimienna. W 1927 r. otrzymała, na cześć Juliusza Słowackiego (którego prochy sprowadzono wówczas do Polski), obowiązującą do dziś nazwę. W II poł. XX wieku przy ulicy ustawiono ławki i latarnie.

## Otoczenie
Od strony wschodniej droga graniczy ze wzgórzem Koziniec, zaś od zachodniej z potokiem Chyców Potok.

## Zabudowa
Zabudowa występuje tylko po zachodniej stronie ulicy. Stanowią ją zarówno zabytkowe wille, jak i nowoczesne bloki. Spośród zabudowy zasadniczo wyróżnia się hotel Bristol.

### Ważne budynki
- Hotel Bristol (nr 9)
- Willa Wrzos (nr 35)